# 석고 보이즈
《석고 보이즈》(石膏ボーイズ)는 가도카와, ZariganiWorks, 홀베인 화재의 3사 공동 프로듀스에 의한 일본의 가상 아이돌 그룹, 또 그들을 주제로 한 일본의 TV 애니메이션 작품을 나타낸다. 약칭은 "이시보"(石ボ).

## 개요
2015년 2월, 「미술 수업으로 뎃셍의 주제로 사용된 석고의 흉샹이 아이돌 그룹을 결성했다」라는 설정으로 프로젝트가 발족했다. 같은 해 4월부터 굿즈의 발매를 개시했다. 같은 해 7월부터는 KADOKAWA의 문예지 "다빈치"의 웹사이트 「다빈치 뉴스」에서 활동일지가 연재되고 있다.

## 캐릭터

### 석고 보이즈
성 조르지오 (聖ジョルジョ)
목소리 - 스기타 토모카즈
그룹의 리더로, 정의감 넘치는 군인. 다만 행동이 조금 억지로 하는 듯한 기색이 있다.
메디치 (メディチ)
목소리 - 타치바나 신노스케
메디치 가의 삼남방의 유명인. 응석꾸러기로 조금 매니악한 성격.
헤르메스 (ヘルメス)
목소리 - 후쿠야마 쥰
여러 업계에 얼굴이 통하는 멀티 탤런트의 신. 인상의 좋다.
마르스 (マルス)
목소리 - 오노 다이스케
응석받이지만, 사랑에 한결같은, 무슨 일에도 우직한 신.

### 홀베인 예능
이시모토 미키 (石本美希)
목소리 - 古城門志帆
石膏ボーイズのマネージャー。후쿠오카현 출신. 미술대학 출신이지만 수업에서 너무 많은 뎃셍을 했기 때문에 석고상이 싫어져서 「미술 이외의 길을 나아가고 싶다」라며 예능 프로덕션에 입사하지만, 석고 보이즈의 담당이 되어버렸다.
호리베 한조 (堀部半蔵)
목소리 - 쿠로다 타카야
도쿄・우에노에 거주한다. 홀베인 예능의 사장.
야나기사와 히로노리 (柳沢宏典)
목소리 - 사쿠라이 타카히로
미키의 선배 매니저.

### 그외
하나야시키 미라 (花屋敷ミラ)
목소리 - 마키노 유이
톱 아이돌.
야마시타 키누에 (山下絹枝)
목소리 - 前田玲奈
미라의 매니저.

## TV 애니메이션
2016년 1월부터 3월에 걸쳐 TOKYO MX, BS11 "ULTRA SUPER ANIME TIME" 3rd SEASON에서 방영되었다. 또 AT-X에서는 단독 방송으로서 방영되었다.

### 주제가
「밤하늘 랑데뷰」 (星空ランデブー)
작사 - 봉쥬르 스즈키 / 작곡・편곡 - 満寿田 무브망 / 노래 - 석고 보이즈 (스기타 토모카즈, 타치바나 신노스케, 후쿠야마 쥰, 오노 다이스케)

### 각화 리스트
| 화수 | 일본어 부제                                                  | 번역 부제                                                   | 각본                      | 그림 콘티                 | 연출                            | 작화감독                              |
| ---- | ------------------------------------------------------------ | ----------------------------------------------------------- | ------------------------- | ------------------------- | ------------------------------- | ------------------------------------- |
| #01  | 私の芸術的人生の7年間 を要約する現実的寓意                   | 나의 예술적 인생의 7년간 을 요약하는 현실적 우화            | 요코테 미치코(横手美智子) | 타쿠노 세이키(宅野誠起)   | 타쿠노 세이키(宅野誠起)         | 이토 에리코(伊藤依織子)               |
| #02  | 我々はどこから来たのか、 我々は何者か、 我々はどこへ行くのか | 우리는 어디서 왔는가, 우리는 무엇인가, 우리는 어디로 가는가 | 요코테 미치코(横手美智子) | 타쿠노 세이키             | 코다이라 마키(小平麻紀)         | 테라오 켄지(寺尾憲治)                 |
| #03  | ヌムール公 ジュリアーノ・デ・メディチ                        | 느무르 공 줄리아 드 메디치                                  | 요코테 미치코(横手美智子) | 에사키 신페이(江崎慎平)   | 에사키 신페이(江崎慎平)         | 토미야 미카(冨谷美香)                 |
| #04  | 竜を退治する 聖ゲオルギウス                                  | 용을 퇴치하는 성 게오르기우스                               | 요코테 미치코(横手美智子) | 우스이 후미아키(臼井文明) | 우스이 후미아키(臼井文明)       | 마츠오카 켄지(松岡謙治)               |
| #05  | マルスから平和を 守るミネルヴァ                              | 마르스로부터 평화를 지키는 미네르바                         | 요코테 미치코(横手美智子) | 야마시타 히데미(山下英美) | 야마시타 히데미(山下英美)       | 마스다 슌스케(増田俊介)               |
| #06  | プリマヴェーラ                                               | 프리마베라                                                  | 요코테 미치코(横手美智子) | 이데 야스미치(井出安軌)   | 이시고오카 노리카즈(石郷岡範和) | 니시와키 타쿠미(西脇拓己)             |
| #07  | 内乱の予感                                                   | 내란의 예감                                                 | 이케다 린타로(池田臨太郎) | 에사키 신페이             | 코다이라 마키                   | 토미야 미카                           |
| #08  | 音楽と分別の寓意                                             | 음악과 분별의 우화                                          | 이케다 린타로(池田臨太郎) | 야마모토 쥰이치(山元隼一) | 이시고오카 노리카즈(石郷岡範和) | 마츠오카 켄지(松岡謙治)               |
| #09  | ウルカヌスの鍛冶場                                           | 우루카누스의 대장간                                         | 요코테 미치코             | 야마시타 히데미           | 야마시타 히데미                 | 타케모토 요시코(竹本佳子) 토미야 미카 |
| #10  | 泣く女                                                       | 우는 여자                                                   | 이케다 린타로             | 우스이 후미아키           | 우스이 후미아키                 | 마스다 슌스케                         |
| #11  | 放蕩息子の帰宅                                               | 방탕한 아들의 귀택                                          | 이케다 린타로             | 타쿠노 세이키             | 타쿠노 세이키                   | 니시와키 타쿠미 하야시 시호(林志保)   |
| #12  | 最後の審判                                                   | 최후의 심판                                                 | 요코테 미치코             | 타쿠노 세이키             | 타쿠노 세이키                   | 마츠오카 켄지 토미야 미카             |

### 관련 콘텐츠
석고 난데스!
2016년 1월 6일부터 매주 수요일 18시부터 약 30분간, TwitCasting에서 방송되는 정보 방송.
석고 애프터 토크
2016년 1월 9일부터 매주 토요일 0시(금요일 심야, TOKYO MX에서 애니메이션 방송 후)에 YouTube의 KADOKAWA 애니메이션 공식 채널에서 방송되는 약 1분 반의 실사 드라마. 애니메이션의 내용을 되돌아본다고 한다.